# Rio Craica
O Rio Craica é um rio da Romênia, afluente do Lăpuş, localizado no distrito de Maramureş.